# Knivskjelodden
Knivskjelodden is een landtong op het eiland Magerøya, vlak voor de noordkust van Noorwegen, op 71° 11' 08" NB. Het is het noordelijkste plekje van Noorwegen en van het 'vasteland' van Europa in ruime zin (inclusief eilanden vlak voor de kust). Het is ongeveer anderhalve kilometer noordelijker gelegen dan het bekendere Noordkaap (op hetzelfde eiland). In tegenstelling tot de Noordkaap loopt Knivskjelodden geleidelijk af naar de Barentszzee en is het alleen te voet bereikbaar via een 9 km lange wandeling die met steenmannetjes is aangegeven.
In enge zin (zonder eilanden) is Kinnarodden het noordelijkste punt van het vasteland van Europa. Kinnarodden ligt 1,5 km zuidelijker op het nabijgelegen schiereiland Nordkinn.
Afhankelijk van welke eilanden verder van het vasteland nog tot Europa gerekend worden, ligt het noordelijkste punt van Europa inclusief eilanden veel noordelijker. Kaap Fligely op Frans Jozefland kan als het noordelijkste punt van Europa aangeduid worden, mits Groenland tot Noord-Amerika gerekend wordt.